# Iuvavum
Iuvavum var det romerske navn for det nuværende Salzburg. Den tidligere keltiske bosættelse blev erobret af romerne omkring 15 e.Kr. og lå i provinsen Noricum. Efter den blev ophøjet til Municipium under kejser Claudius oplevede byen en økonomisk og kulturel blomstringstid. I år 171 blev Iuvavum dog ødelagt af en germansk invasion og blev aldrig helt genopbygget. Nedgangen blev kun afbrudt af en kort opblomstringstid under Konstantin den Store.

## Historie
Navnet Iuvavum er af keltisk oprindelse og går tilbage til de keltiske folk, der bosatte sig i Salzburgområdet. Der fandtes keltiske højlandsbosættelser på Rainberg, Kapuzinerberg og på Festungsberg. Disse blev sandsynligvis underkastet romerne efter et felttog mod de alpine keltere af Tiberium og Dresus i 15 e.Kr. I den følgende tid blev højlandsfolket flyttet til dalområderne. Ved siden af de infrastrukturmæssige fordele, som bosættelserne i dalen betød, så kunne romerne også bedre overvåge kelternes aktiviteter her, for at mindske faren for opstand. 
Iuvavum hørte til Noricum, der i første række kom under Rom som "besat område" og dermed ikke nød de fulde rettigheder for en romersk provins. På trods af dette blev Iuvavum hurtigt et vigtigt knudepunkt, bl.a. som følge af placeringen ved Salzach (der på latin kaldtes Iuvarus). Claudius gjorde endelig Noricum til officiel provins, og Iuvavum blev ophøjet til autonom by (municipium) og var dermed den første bosættelse med bymæssig selvforvaltning nord for Alperne. Forvaltningen af Iuvavum udgjorde dermed et stort område, som inkluderede Chiemgau, Rupertiwinkel og området omkring Inn.
I 171 e.Kr. stormede germanske stammer, frem for alt bestående af markomannere og Quader, den romerske limes og ødelagde store dele af Noricum, indtil de trængte frem til norditalien. Iuvavum blev fuldstændig ødelagt, og mange indbyggere blev myrdet eller forflyttet. Efter kejser Marcus Aurelius' endelige sejr over germanerne i 180 e.Kr. blev byen kun langsomt genopbygget. Først var arbejderne plaget af sygdomme og under kejser Commodus var genopbygningen plaget af inflation. Først under Septimius Severus blev Iuvavum genopbygget i større målestok. Byen kom sig dog aldrig fuldt ud efter ødelæggelsen, og flere kvarterer blev aldrig genopbygget.
I den følgende tid var Iuvavum særligt påvirket af krisen i Romerriget i det 3. århundrede. I 241 e.Kr. trængte alemannerne ind i Noricum og ødelagde store områder, herunder også Iuvavum. Med den under den konstante usurpation svækkede centralregering kunne grænseprovinsernes sikkerhed ikke garanteres, og germanerne overskred nu ofte limes. Det var først under Diocletian, at krisen fra 384 fik en ende. Han reformerede bl.a. rigets styring med provinser, og Noricum blev opdelt i to provinser: Noricum Ripense, hvorunder Iuvavum hørte, og Noricum Mediterraneum. På grund af denne reform oplevede Iuvavum en kort opblomstringstid under Konstantin den store.
Med den stigende folkevandring var Romerriget i mindre og mindre grad i stand til at forsvare Noricums grænser. Germanerindtrængen blev hverdagsbegivenhed, og Iuvavums indbyggere fortrak til de mere sikre bjerge. Skriftlige kilder giver endvidere fingerpeg om den begyndende kristendom i Iuvavum, bl.a. nævnes en kirke og et kloster, der formodentlig har stået i byens daværende udkant.
Romerrigets nedgang med afsættelsen af den sidste romerske kejser Romulus Augustus i 476 havde i første række ingen indvirkning på indbyggerne i Iuvavum. Magtovertagelsen af germaneren Odoaker var for Iuvavums indbyggere blot endnu et magtskifte i det politisk ustabile og fjerne Rom. Et betydeligt indgreb var imidlertid evakueringen af en stor del af den romerske befolkning fra Noricum, som Odoaker med hjælp fra romerne foranstaltede i 488. De sidste rester af byens indbyggere trak sig sandsynligvis tilbage til fæstningsanlæggene på Nonnberg og Festungsberg.
47°47′54″N 13°02′47″Ø / 47.7984°N 13.0464°Ø